# Nicolaus Stephani
Nicolaus Stephani, född i Östergötland, död 1595, var en svensk biskop i Växjö stift mellan åren 1583–1595.
Nicolaus blev prost och kyrkoherde i Örebro församling 15 februari 1551. 
Han blev 1563 uperintendent över det av Sverige samma år ockuperade Jämtland. Då landskapet återgick till Danmark genom freden i Stettin och gjordes oberoende av svensk kyrklig myndighet, blev Nioclaus Stephani domprost i Växjö. Som sådan representerade han Nicolaus Canuti vid kyrkomötet i Uppsala 1572, där Laurentius Petris kyrkoordning antogs. Denna hade i Nicolaus Stephani en ivrig anhängare, som starkt präglades av Philipp Melanchthon traditionalistiska teologi. Under Nicolaus Canutis ålderdom övertog han i praktiken ledningen för stiftet och blev 1585 av Johan III utsedd till hans efterträdare.